# Špacapan
Špacapan  je priimek več znanih Slovencev:
- Albin Henrik Špacapan (1878—1956), kamnosek in župan v Mirnu
- Anton Špacapan Vončina (*1975), ilustrator, kipar, scenograf, raziskovalec slovanske mitologije
- Avgust Špacapan - Strnad (1914—1986), paritzan, politik
- Avgust Špacapan (1906—1969), zdravnik primarij (Vipava)
- Bernard Špacapan (*1949), zdravnik psihiater in kulturni delavec
- Bogdan Špacapan (*1946), duhovnik
- Bogomir Špacapan (1922—1997), stavec, zborovodja in kulturni delavec
- Črtomir Špacapan (*1956), politik
- Ivo Špacapan, pevec, pevski pedagog (jazz)
- Lojze Špacapan (Luigi Spazzapan, Luis Spazzapan) (1889—1958)
- Lojzka Špacapan (*1938), pesnica in pisateljica
- Mateja Špacapan (*1961), francistka
- Milko Špacapan - Igor (1910—1942), partizanski poveljnik
- Milojka Špacapan Batič (*1945), ahitektka projektantka, urbanistka in oblikovalka pletenin
- Mirko Špacapan (1953—2007), zdravnik, športnik, politični in kulturni delavec, zborovodja
- Nino Špacapan (1937—2018), pilot, letalski modelar, fotograf, mentor
- Primož Špacapan, arhitekt
- Simon Špacapan (*1978), matematik